# Luser
SVensson's ITS on KLH-10

     Welcome to SV!

SV ITS.1648. PWORD.2660.

TTY 11

2. Lusers, Fair Share = 2%

luser(한국어: 루저), luzer, luzzer, local user는 영어권 국가에서 주로 이용하는 인터넷 신조어이다. 심하게 짜증스럽거나, 멍청한 누리꾼을 지칭한다.
이 단어는 또한 loser와 user의 합성어로 주로 이용된다.

## 해커들의 용어 사용
해커들 사이에서 해당 단어는 더 넓은 의미로 이용되고 있다. 이들에게 luser란 전문적 지식을 가지고 있지 않은 일반적인 컴퓨터 사용자를 나타낸다. 해커들은 이 단어를 사용해 일반 사용자들이 luser라는 사실을 암시적으로 드러낸다.
이 단어는 해커들 사이에서 lamer라는 단어로 변형돼서 이용되는 경우가 있다. 이는 사용자 계정만을 이용하는 사용자를 주로 지칭한다. 관리자 계정에 대해 잘 알고 있고, 해당 계정에 접근권한을 가지고 있는 사용자는 여기에서 제외된다.
이 단어 사용의 예는 다음과 같다.
- The Sysadmin doesn't trust the end luser with a root account password.→시스템 관리자는 root 권한으로 접속하는 사용자를 신뢰하지 않는다.

이 용어는 직업상 luser들을 상대하는 기술직 종사자들에게 매우 인기가 있다. 이들은 특정 리소스에 대해 사용자의 접속을 끊어 버리는 역할을 수행하는 LART(Luser Attitude Readjustment Tool, clue-by four)를 주로 사용한다.

## 유래와 역사
영어권 사용자에게 해커들의 사전이라 일컬어지는 Jargon File은 이 단어가 1975년 매사추세츠 공과대학교에서 만들어졌다고 언급한다.
MIT에서 발명한 운영체제인 ITS에서, 사용자가 MIT에 있는 터미널로 접속한 다음 ctrl-Z를 누르면 동시접속자수를 포함한 여러 가지 상태정보가 표시된다. 예를 들어 14명이 접속 중이라면 "14 users"라는 정보가 표시된다. 이 상황에서 특정한 사람이 "14 loses"라고 변환해 표시하면 재미있다고 생각해 시스템에 조작을 가할 수도 있다. 실제로 해커들 사이에서는 상대방의 화면에 뜨는 메시지를 losers라고 바꿔치기 하기도 했고 맞받아치기도 했다. 해커들 사이에 있었던 몇 번의 싸움 끝에 한 해커가 "luser"라는 메시지를 시스템에 표시하게 하는 데 성공하였으며, 다른 해커들이 이를 바꾸지 못하게 하였다. 이후 ITS 계열의 운영체제 중 한 기기는 "luser"를 도움말 관련 명령어로 사용하기도 했다.
발화점이 된 ITS는 1990년대 중반에 서비스를 중단하였지만, 이 단어의 사용은 점차 다양해졌다. 유닉스 계열의 운영체제에서 관리자 계정을 뜻하는 root나 superuser와는 달리 사용자 계정을 뜻하는 "user"라는 단어가 특수권한을 가지고 있지 않은 모든 계정을 뜻하기 때문이다. 또한 "luser"라는 단어는 유즈넷의 프로그램 관련 내용에서 자주 등장한다. IRC에서는 /lusers라는 명령어가 있는데 이는 "list users"라는 뜻을 가진 명령어로서 접속 중인 사용자들의 수를 조회하는 기능을 가지고 있다.

## 같이 보기
- 아무 키
- 뉴비
- 파워 유저